# Daniel Luliński
Daniel Tadeusz Luliński (ur. 6 stycznia 1931 w Rypinie) – polski dziennikarz i publicysta, od lat 90. zajmuje się tłumaczeniami z jęz. niemieckiego.

## Życiorys
Absolwent Wydziału Filozoficzno-Społecznego Uniwersytetu Warszawskiego (1953). Następnie dziennikarz działu zagranicznego „Trybuny Ludu” (1953-1990), korespondent w Berlinie (1958–1962), Pekinie (1963-1967) i Bonn (1972–1976, 1986-1990). 
Członek Stowarzyszenia Dziennikarzy Polskich (1955-1982) i Stowarzyszenia Dziennikarzy PRL (od 1982). Członek OM TUR (1946-1948), ZMP (1948-1956), PZPR (1958-1989). Od 1979 do 1981 był członkiem egzekutywy POP PZPR przy redakcji „Trybuny Ludu”. W 1983 został członkiem Zarządu Klubu Publicystyki Międzynarodowej Stowarzyszenia Dziennikarzy PRL.
Odznaczony Krzyżem Oficerskim Orderu Odrodzenia Polski, Orderem Zasługi NRD, Złotą odznaką "Za zasługi dla dziennikarstwa" (1985) oraz Nagrodę indywidualną RSW „Prasa-Książka-Ruch”.
Jego nazwisko znalazło się na tzw. Liście Kisiela. 